# Alex Braga
Alex Braga, all'anagrafe Alessandro Braga (Novara, 16 febbraio 1976), è un conduttore televisivo e conduttore radiofonico italiano.

## Biografia
Inizia la sua carriera nel 1995 a Videomusic dove conduce il settimanale Special. Il suo primo lavoro televisivo su TMC2 è del 1998 e si intitola File, una trasmissione musicale in cui sono intervistati cantanti e gruppi musicali. Tra gli ospiti: Red Hot Chili Peppers, Blur, Smashing Pumpkins, David Bowie, Beck, Chemical Brothers, Moby, The Offspring e molti altri.
Nel 2000 e nel 2001 Braga realizza un approfondimento notturno del programma intitolato Nightfile - monografie inquiete. Nell'estate del 2000 scrive e conduce Pool, un surreale programma tv girato sott'acqua.
Braga realizza come autore e conduttore anche, l'anno successivo, File, magazine quotidiano di documentari, attualità, tendenze e musica girato durante un tour mondiale di 6 mesi. Dal 1999 Alex Braga affianca l'attività televisiva a quella di musicista, compositore e dj, suonando in Italia ed all'estero per clubs e diversi brand di moda come Ralph Lauren e Ferragamo.
Per la radio ha curato servizi e collegamenti per Radiodue lavorando con Pierluigi Diaco al nuovo Chiamate Roma 3131 e anche a Il cammello di Radiodue. Ha condotto, sempre su Radiodue, Ottovolante. Dal 2000 passa alla Rai, per Rai 3 conduce ed è tra gli autori del programma Hitscience. Per Radiodue ha scritto e condotto tutti i giorni il programma 610 insieme a Lillo e Greg fino a luglio 2019 quando gli è subentrata Carolina Di Domenico.
Nel 2005 ha scritto prodotto e condotto per RAI il concept Nitebite che è composto da un programma televisivo, un programma radiofonico, un libretto e un disco con alcuni dj: Claudio Coccoluto, Joe T Vannelli, Boosta, Alex Neri, DJ Rame. È autore e produttore del format Stelle & Padelle, in onda in prima serata su All Music. È ideatore, autore e produttore del progetto TransEurope, in onda in prima serata su All Music.
Nel 2008 ha insegnato nuove frontiere della comunicazione presso l'università La Sapienza di Roma e IULM di Milano. Nella primavera del 2009 firma il Nat Geo Music Live, evento in mondovisione in diretta in 15 paesi con Subsonica e Ben Harper per celebrare l'Earth Day che porta in Piazza del Popolo a Roma 120.000 persone. Ideatore insieme a Claudio Coccoluto e Nat Geo Music del progetto Night Geo Sessions, progetto sostenuto dal Mibac.
Sempre nel 2009 conduce il programma Pazzi per la storia in onda su History Channel. È la voce ufficiale del programma Tetris su La7. Insegna comunicazione all'università La Sapienza di Roma e IULM di Milano nel corso TransEurope. È cofondatore delle società di produzione Sugo e Sodo. Nel 2011 debutta in prima serata su Rai 5 con la versione televisiva del programma radiofonico 610, ottenendo ottimi risultati di ascolto e di critica. Dal 2015 è professore di canto nella scuola di Amici di Maria De Filippi.